# 沃尔纳特 (加利福尼亚州)
沃尔纳特（英語：Walnut，又译作沃爾納特）是一座位于美国加利福尼亚州洛杉磯郡的富裕而寧靜的城市，素有「小瑞士」之美譽，經常名列全美最宜居小城市及最適合撫養小孩的城市。
核桃市聚居了大量来自台灣、中國大陸、菲律賓等地的新移民。根据美国人口调查局2000年统计，共有人口30,004人，其中亚裔美国人占55.75%、白人占28.37%、非裔美国人占4.20%。根據2010年聯邦人口普查，核桃市家戶年平均收入逾106,996美元，該市房屋中間價達664,662美元。
核桃市議會共五名議員，其中三人是亞裔，來自台灣、兼任市長的蘇王秀蘭（共和黨籍）、菲律賓裔的卡塔吉納（共和黨籍），以及同樣來自台灣的新科議員秦振國（無黨籍）。

## 友好城市
- 菲律賓卡蘭巴